# Libnotes hebridensis
Libnotes hebridensis là một loài ruồi trong họ Limoniidae. Chúng phân bố ở miền Australasia.